# فرودگاه کویواراپیک
فرودگاه کویواراپیک  (به انگلیسی: Kuujjuarapik Airport) یک فرودگاه همگانی باربری با کد یاتا YGW است که یک باند فرود ماسه و شن دارد و طول باند آن ۱۵۴۰ متر است. این فرودگاه در کشور کانادا قرار دارد و در ارتفاع ۱۰ متری از سطح دریا واقع شده است.

## شرکت‌های هواپیمایی و مقصدهای پروازی
| شرکت‌های هواپیمایی | مقصدهای پروازی |
| ----------------- | --- |
| Air Creebec       | چیساسیبی، ایستمین ریور، مونترآل-پییر الیوت ترودو، واسکاگانیش، ومینجی                                                       |
| ایر اینویت        | اکولیویک، اینوکخوآک، ایووییویک، کویواک، مونترآل-پییر الیوت ترودو، لا گراند ریوییر، پوویرنیتوک، سللویت، سنیکیلواق، اومیوجاک |